# 14533 Рой
14533 Рой (14533 Roy) — астероїд головного поясу, відкритий 24 серпня 1997 року.
Тіссеранів параметр щодо Юпітера — 3,387.